# Metrotram Wolgograd

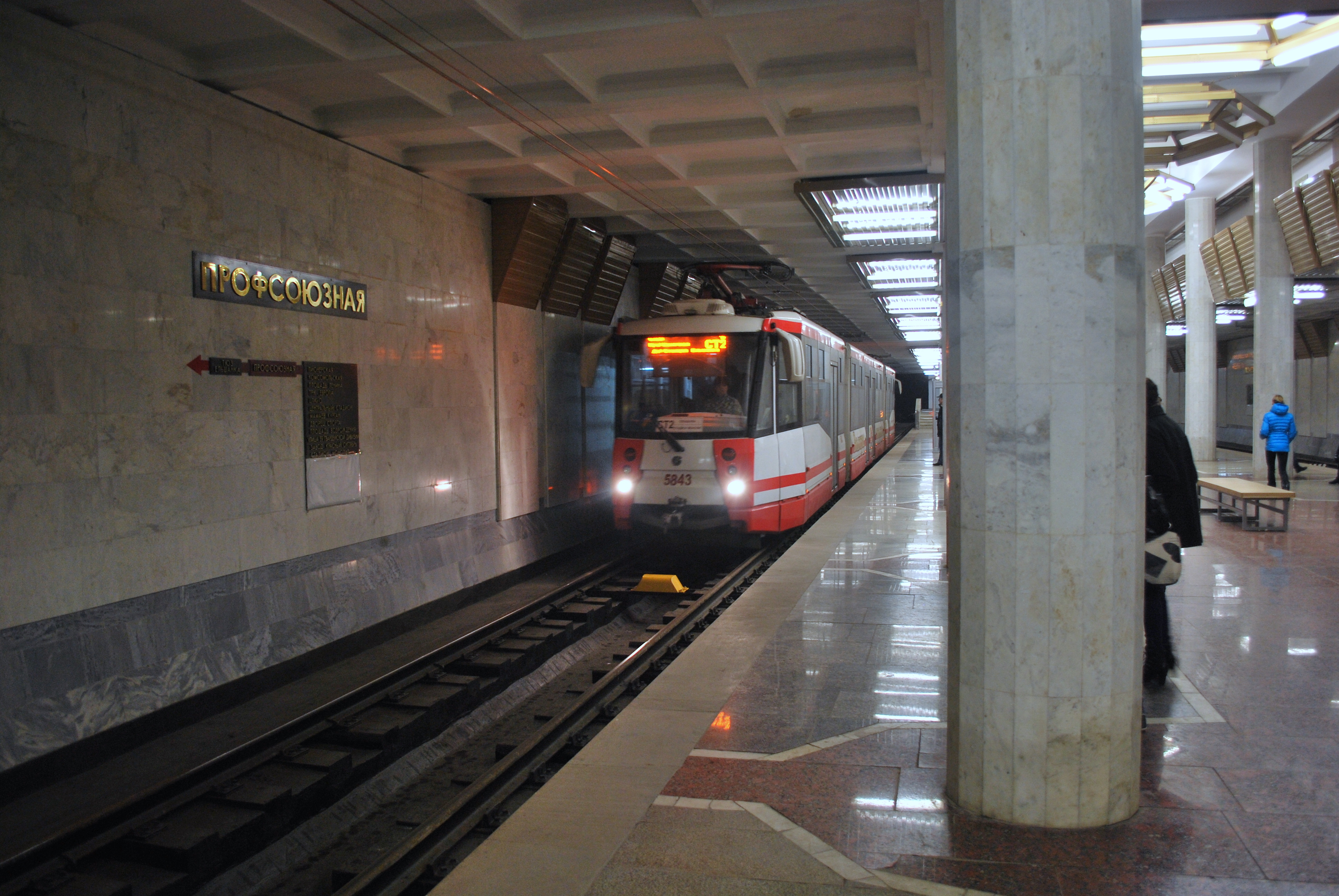
Die unterirdische Station Profsojusnaja

Die Metrotram Wolgograd (russisch Волгоградский метротрам / Wolgogradski metrotram) ist eine U-Straßenbahn in der russischen Stadt Wolgograd, welche die konventionelle Straßenbahn ergänzt.

## Beschreibung
Die insgesamt 17,3 Kilometer lange Wolgograder Metrotram wurde am 5. November 1984 zwischen Traktorny sawod (WGTS) (Тракторный завод (ВГТЗ)) und Ploschtschad Tschekistow (Площадь Чекистов) mit 13,5 Kilometer in Betrieb genommen und verbindet die nördlichen Außenbezirke Wolgograds mit dem Stadtzentrum. Am 1. Dezember 2011 wurde die Metrotram erstmals ab Pionerskaja (Пионерская) um drei weitere unterirdische Stationen bis Jelschanka (Ельшанка) verlängert. Von den insgesamt 22 Haltestellen sind fünf unterirdisch angelegt. Die Länge des 1984 eröffneten unterirdischen Abschnitts der Linie beträgt 3,3 Kilometer, die der 2011 eröffneten Verlängerung 3,5 Kilometer.
Mit der Verlängerung bis Jelschanka (Ельшанка) wurde die bisherige südliche Endstation Ploschtschad Tschekistow (Площадь Чекистов) zu einem Zweigast; daher wurden zeitgleich folgende Liniennummern eingeführt:
| Linie | Strecke                                                                                        | Eröffnung | Stationen |
| ----- | ---------------------------------------------------------------------------------------------- | --------- | --------- |
| ST1   | Traktorny sawod (WGTS) (Тракторный завод (ВГТЗ)) ↔ Ploschtschad Tschekistow (Площадь Чекистов) | 1984      | 19        |
| ST2   | Stadion Monolit (Стадион Монолит) ↔ Jelschanka (Ельшанка)                                      | 2011      | 15        |

Die Fahrzeit auf der gesamten Linie ST1 beträgt im Schnitt 32 Minuten. Die Linie ST2 ergänzt die Linie ST1 im Norden bis zur Station Stadion Monolit (Стадион Монолит), wo Umsteigemöglichkeit zur Straßenbahn der Linie 13 besteht. Die Wolgograder Metrotram beförderte bereits vor der ersten Verlängerung rund 50 Millionen Fahrgäste jährlich und entlastet damit das innerstädtische Netz der Elektritschkas.
Auf ihrem oberirdischen Teil nutzt die Metrotram teilweise die Gleise der gewöhnlichen Straßenbahn. Als Besonderheit verkehrt die Metrotram auf ihrem unterirdischen Abschnitt teilweise im Linksverkehr. Ursächlich hierfür ist die Verwendung von Mittelbahnsteigen in Kombination mit Einrichtungsfahrzeugen die nur auf der rechten Fahrzeugseite Einstiege besitzen. Dies ist im bei den Stationen Lenin-Platz und Komsomolskaja der Fall. Der Seitenwechsel erfolgt jeweils kreuzungsfrei. Die neuen Fahrzeuge sind Zweirichtungswagen mit Fahrgasttüren auf beiden Seiten, so dass für diese Straßenbahnzüge die Bahnsteigseite unerheblich ist.

## Ausbaupläne

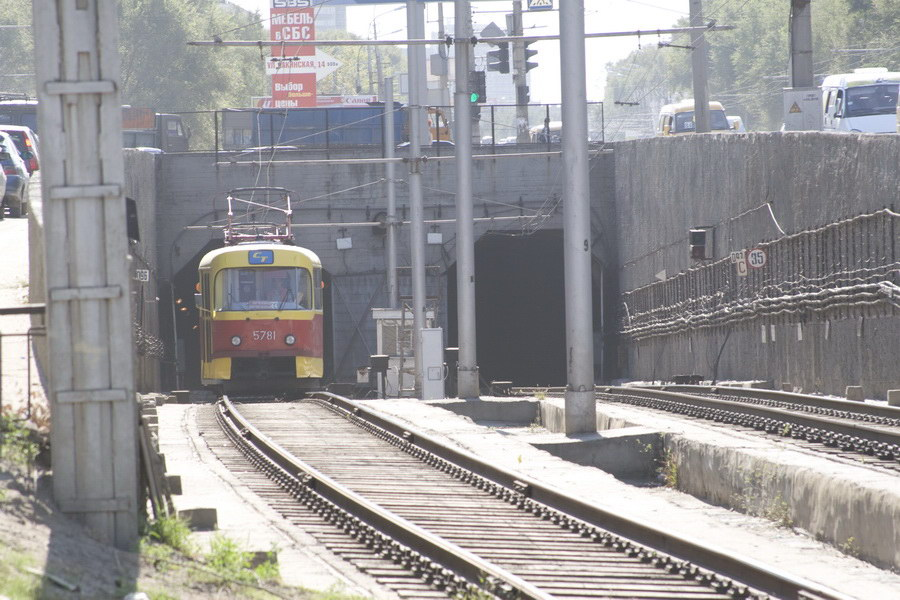
Nordrampe der Tunnelstrecke

Aktuelle Planungen umfassen eine nochmalige 3,5 Kilometer lange Südverlängerung um drei Stationen bis zur Universität; ihre Eröffnung könnte frühestens 2015 stattfinden. Auf noch längere Sicht hält man sich die Option offen, die Linie in eine vollwertige U-Bahn mit Hochbahnsteigen und leistungsfähigerem Fahrzeugpark umzurüsten. Dies ist beispielsweise daran zu erkennen, dass in den unterirdischen Stationen am unteren Ende der Rolltreppen noch ein paar Stufen zum Bahnsteig hinunterführen. Auch die Tunnelportale an der gegenüberliegenden Stirnwand machen den Eindruck, als ob der Bahnsteig dahinter noch weiterginge.
Weitere Verlängerungen der bestehenden kreuzungsfrei geführten Trasse, vor allem nach Norden, sowie der Bau einer neuen Linie sind denkbar.

## Fahrzeuge

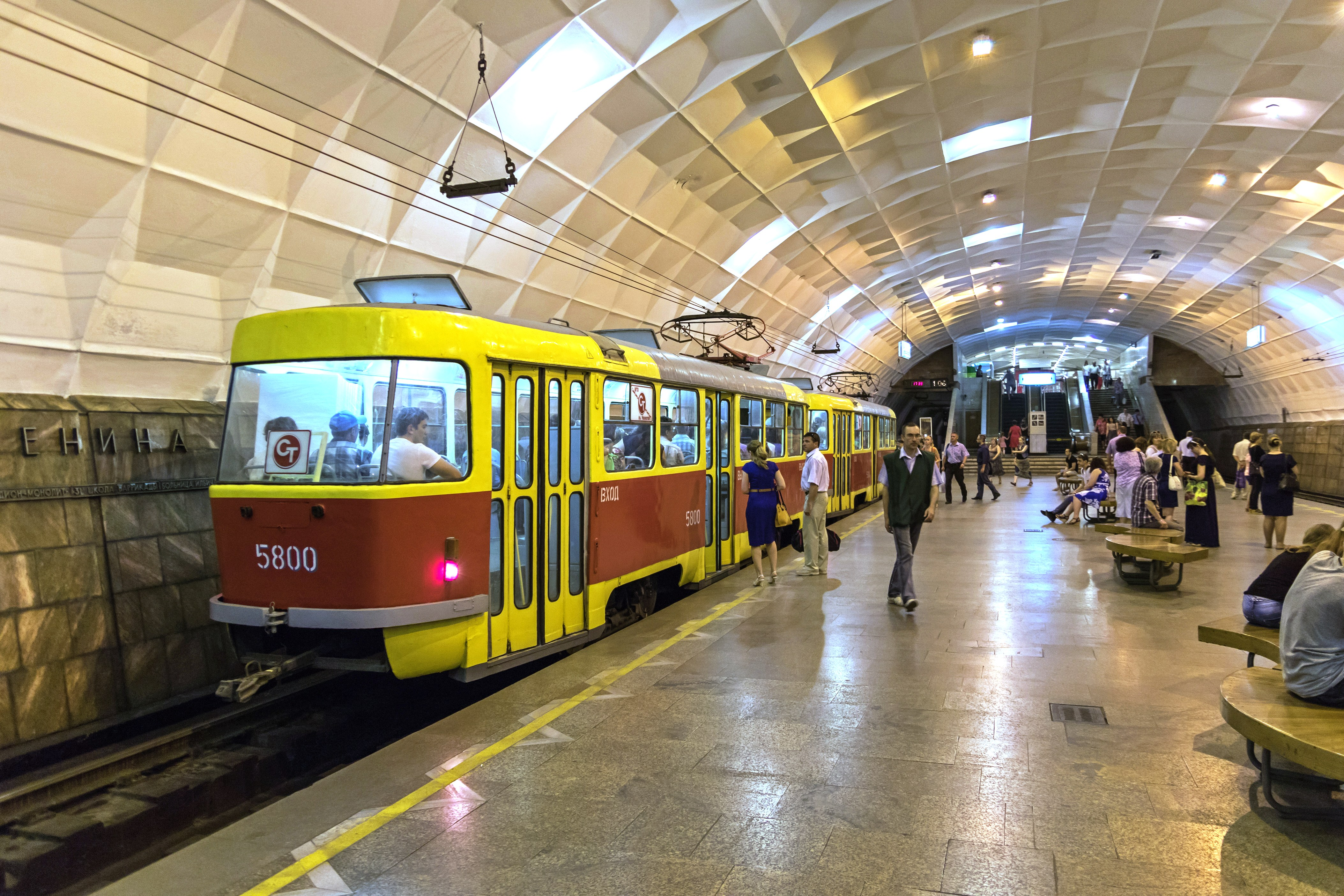
Tatra-T3-Straßenbahnwagen

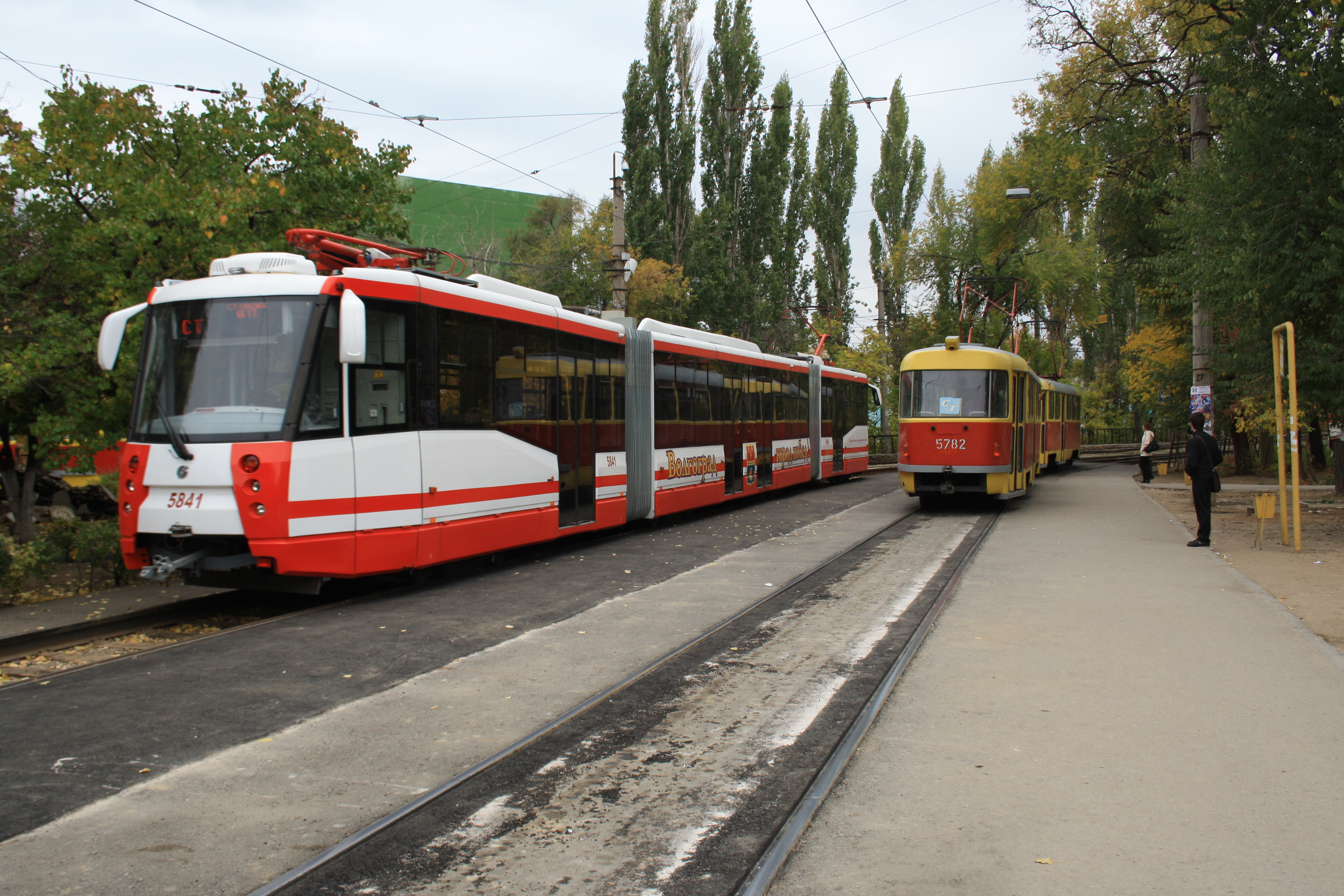
LVS-2009 Straßenbahnwagen

Der Fahrzeugpark der Wolgograder Metrotram besteht aus Tatra-T3-Straßenbahnwagen die in den Jahren 1980 bis 1987 produziert und ausgeliefert wurden. Sie verkehren meist in Doppeltraktion. Neuanschaffungen sind im Zuge des zu erwartenden Ausbaus der Stadtbahn geplant, es steht jedoch bislang nicht fest, welcher Fahrzeugtyp beschafft werden soll.
Im Zuge des Regionalbahnkonzepts wurde 2009 der Vertrag für den Ankauf der ersten 10 neuen niederflurigen LVS 2009 unterzeichnet. Die Fahrzeuge 5838 bis 5847 werden für den Betrieb auf der Metrotram angepasst.